# Inácio Jorge V Chelhot
Mar Inácio Jorge V Chelhot (também Shelhot ou Scelhot, 11 de setembro de 1818 – 8 de dezembro de 1891) foi um clérigo católico oriental nascido no Império Otomano e que serviu como Patriarca de Antioquia da Igreja Católica Siríaca de 1874 a 1891.

## Vida
Jorge Chelhot foi ordenado sacerdote em 2 de fevereiro de 1843, na Igreja de Nossa Senhora da Dormição em Alepo. Ele estudou teologia com o Patriarca Pedro VII em Alepo e foi seu companheiro constante em todos os seus movimentos e moradas. Ele aprendeu especialmente as melodias da igreja e as ciências litúrgicas, e as ensinou a muitos padres e cantores da igreja. Falava siríaco, árabe, turco e italiano.
Após o desastre de 1850, que destruiu a catedral, a escola e a biblioteca do Patriarcado em um incêndio, padre Jorge foi enviado pelo Patriarca para a Europa com a intenção de coletar esmolas dos fiéis para reformar os edifícios dilapidados. Mas ao chegar a Roma, ele soube da morte do Patriarca, então prometeu retornar ao Oriente, passando pelo Egito, onde passou dois anos governando o rebanho siríaco, depois retornou a Alepo.
Chelhot foi nomeado bispo da Arquieparquia de Alepo dos Sírios em 7 de janeiro de 1862 e recebeu a consagração episcopal em 25 de maio seguinte, pelo Patriarca Inácio Antônio I Samhiri, assistido pelo Arcebispo Gabriele Chachathian (Sciasciaciano), de Mardim dos Armênios.
Em 1866, ele viajou com o Patriarca Filipe para a Europa, enquanto em 1869, participou do Concílio Vaticano.

## Patriarca
Em 7 de outubro de 1874, poucos meses após a morte do Patriarca Inácio Filipe I Arkus, Jorge Chelhot foi eleito Patriarca pelo Sínodo da Igreja Católica Siríaca reunida no mosteiro de Al-Sharfa. Foi entronizado em 11 de outubro, na Igreja de Nossa Senhora da Livração, enquanto a confirmação papal chegou pouco depois, em 21 de dezembro de 1874.
Em 1876, Chelhot fundou uma nova ordem religiosa, os Irmãos de Mar Ephrem. Em 1878, visitou as dioceses da Igreja Siríaca no Egito, Palestina e Síria, enquanto em 1880, ele visitou a maioria das dioceses da Mesopotâmia. Construiu várias igrejas e fundou a Escola de Mossul, para educar candidatos ao sacerdócio dos ritos siríaco e caldeu. Em 1887, o sultão Abdul Hamid Khan II presenteou-o com a magnífica tughra bordada em ouro para ser colocada na frente do Palácio Patriarcal. No mesmo ano, o Patriarca enviou uma delegação de bispos com presentes luxuosos para o Papa Leão XIII pelo cinquentenário de seu sacerdócio.
Em 1888, o patriarca convocou um sínodo da Igreja Católica Siríaca em Charfeh (no Monte Líbano), onde decisões importantes foram tomadas: o celibato foi tornado obrigatório para quase todo o clero e a independência da Igreja Siríaca na escolha do próprio Patriarca foi reafirmada. Esses cânones foram aprovados pelo Papa Leão XIII, que era particularmente bem-intencionado em relação às Igrejas Católicas Orientais.
Depois ele retornou ao seu quartel-general em Alepo e permaneceu lá até o ano de sua morte. O patriarca Inácio Jorge V Chelhot em 8 de dezembro de 1891, e foi enterrado, de acordo com seu testamento, em uma sala adjacente à catedral de Alepo, a qual foi transformada em templo após sua morte. A cerimônia de oração por sua alma foi conduzida pelos bispos católicos de Alepo, liderados por Cirilo Geha, futuro Patriarca da Igreja Greco-Melquita.